# Amt Probstei-West
Das Amt Probstei-West war ein Amt im Kreis Plön in Schleswig-Holstein. Es bestand aus den Gemeinden Brodersdorf, Fahren, Lutterbek, Passade, Prasdorf, Probsteierhagen, Stein und Wendtorf. Die Amtsverwaltung befand sich in Probsteierhagen. Zum 1. Juni 1970 wurde es mit dem Amt Probstei-Ost zum Amt Probstei zusammengelegt.